# Pachycondyla solitaria
Pachycondyla solitaria är en myrart som först beskrevs av Smith 1860.  Pachycondyla solitaria ingår i släktet Pachycondyla och familjen myror. Inga underarter finns listade i Catalogue of Life.